# Trattato del Quirinale
Il trattato del Quirinale (in francese Traité du Quirinal), formalmente Trattato tra la Repubblica Italiana e la Repubblica francese per una cooperazione bilaterale rafforzata, è un trattato tra Italia e Francia, che mira a fornire un quadro stabile e formalizzato per la cooperazione nelle relazioni tra i due Paesi.
È stato definito come una sorta di equivalente del trattato dell'Eliseo e del trattato di Aquisgrana, che invece regolano la cooperazione franco-tedesca. È stato firmato nel Palazzo del Quirinale, a Roma, il 26 novembre 2021 dal Presidente francese Emmanuel Macron e dal Presidente del Consiglio italiano Mario Draghi.

## Contesto e obiettivo
L'obiettivo del trattato è di migliorare le relazioni franco-italiane, in particolare nei settori industriale e culturale. Potrebbe essere un'alternativa all'asse franco-tedesco, come motore dell'Unione europea e permetterebbe all'Italia di ritrovare il suo posto, esclusa di fatto dal rapporto privilegiato tra Francia e Germania dal secondo dopoguerra. Questo riavvicinamento è destinato a controbilanciare il peso della Germania in Europa, che è spesso sostenuta dalle nazioni dell'Europa orientale e settentrionale, in particolare in termini di diritti economici e sociali. Secondo altri osservatori, specie dopo la visita del Presidente della Repubblica Sergio Mattarella del luglio 2021, l'iniziativa potrebbe anche preludere ad una intesa Italia-Francia-Germania, che di fatto si è andata consolidando nei più recenti scenari dell'UE.

## Cronologia
Il progetto è stato avviato da Emmanuel Macron e Paolo Gentiloni nel gennaio 2018, messo in attesa durante il governo Conte I a causa della riluttanza e dell'opposizione politica dei suoi membri e poi ripreso dal governo Conte II. All'inizio del 2020, Giuseppe Conte ed Emmanuel Macron hanno riaffermato la loro volontà di firmare il progetto di trattato durante il loro incontro a Napoli il 27 febbraio 2020. Succeduto a Giuseppe Conte il 13 febbraio 2021, Mario Draghi ha dichiarato davanti al Senato il 17 febbraio 2021 di voler strutturare meglio le relazioni tra il suo paese e la Francia, con riferimento al trattato del Quirinale, che sarebbe stato firmato nel corso dell'anno. Lo stesso ha fatto Emmanuel Macron il 5 luglio 2021 in occasione della visita all'Eliseo del presidente della Repubblica italiana Sergio Mattarella.

## Testo
Il trattato, redatto in due originali, ciascuno in lingua francese ed italiana, consiste in undici articoli tematici riferiti alle diverse aree in cui i paesi intendono costruire una collaborazione strutturata, cioè rispettivamente: Affari esteri; Sicurezza e difesa; Affari europei; Politiche migratorie, giustizia e affari interni; Cooperazione economica, industriale e digitale; Sviluppo sociale, sostenibile e inclusivo; Spazio; Istruzione e formazione, ricerca e innovazione; Cultura, giovani e società civile; Cooperazione transfrontaliera; Organizzazione. 
Gli articoli sono ampi e suddivisi a loro volta in paragrafi numerati. Da notare, tra le particolarità, la presenza di un articolo, il settimo, esclusivamente dedicato allo "spazio", a suggerire i due paesi vedono questo come un tema strategico a sé stante.
Degna di nota anche l'esplicita menzione dell'obiettivo dell'"autonomia strategica europea", intesa anche dagli Stati Uniti, rimarcata più volte nell'articolo terzo e nell'articolo primo.
L’articolo 11 paragrafo 3 afferma che un membro del Governo di entrambe le parti parteciperà almeno a una riunione del governo dell’altra nazione con cadenza trimestrale.

## Critiche
Il deputato autonomista corso Michel Castellani ha criticato l'assenza della promozione della lingua italiana in Corsica nel trattato, prevista invece per le regioni attraversate da un confine terrestre per i due paesi.